# سیارک ۱۷۴۶۵
سیارک ۱۷۴۶۵ (به انگلیسی: 17465 Inawashiroko، نامگذاری:1990VU3) هفده هزار و چهارصد و شصت و پنجمین سیارک کشف شده‌است که در ۱۱ نوامبر ۱۹۹۰ کشف شد.
قدر مطلق سیارک برابر ۲۳.۴ است.